# Standard Average European
Standard Average European (SAE) è un concetto introdotto dal linguista statunitense Benjamin Lee Whorf negli anni quaranta del XX secolo, nel suo volume The Relation of Habitual Thought and Behavior to Language, per indicare un gruppo di moderne lingue europee appartenenti alla famiglia dell'Indoeuropeo.

## Tesi di Whorf
Whorf postulava la tesi secondo la quale queste lingue avrebbero in comune un certo numero di tratti grammaticali che le differenziano da molte altre lingue del mondo.
L'obiettivo di Whorf era quello di criticare l'atteggiamento prevenuto di molti linguisti occidentali, che avendo una delle lingue del gruppo SAE come lingua prima, tendono a considerare tratti tipici delle lingue europee come naturali o addirittura universali, senza rendersi conto che essi sono peculiari solo delle lingue europee del gruppo.
Nel suo esempio più famoso Whorf contrasta quello che lui chiama sistema temporale SAE in cui si contrappongono un tempo grammaticale passato, un presente e un futuro con il sistema dell'Hopi, che secondo l'analisi di Whorf non presenta un sistema verbale basato sui tempi ma su una distinzione tra azioni avvenute concretamente (utilizzando una sorta di indicativo che unisce il passato e presente delle lingue SAE) e azioni non ancora avvenute che potrebbero verificarsi o meno nel futuro (l'Hopi utilizza in questo caso un modo dell'irrealtà simile al condizionale). 
L'accuratezza dell'analisi di Whorf è stata nel corso degli anni al centro di accesi dibattiti tra i linguisti.

## Lo Standard Average European comeSprachbund
Stando a Martin Haspelmath (2001), il gruppo SAE formerebbe uno Sprachbund (termine tedesco che indica un'area linguistica o una lega linguistica).
Tra le lingue SAE Whorf individuò un nucleo centrale composto dalle lingue romanze e dal ramo occidentale del germanico, sarebbe a dire dalle lingue letterarie dell'Europa accomunate dall'aver subito una sostanziale influenza culturale da parte del latino durante il periodo medievale.
Gli altri membri del gruppo SAE come il ramo settentrionale del germanico e le lingue balto-slave sono considerati membri periferici. All'interno delle lingue SAE si inserisce normalmente anche il ceppo delle lingue celtiche, il greco e l'albanese. Negli ambienti accademici italiani lo Sprachbund delle lingue SAE è spesso citato come Area linguistica Carlo Magno.

## Tratti linguistici delle lingue SAE

### GliEuroversali
Lo Sprachbund del SAE sarebbe caratterizzato da un certo numero di tratti linguistici chiamati "euroversali" in analogia agli universali linguistici:
1. Presenza e largo uso di articoli sia definiti che indefiniti (es.: italiano un/una vs il/la/lo)[5];
2. Uso di subordinate relative in cui il pronome relativo è declinato o flesso in accordo al termine a cui fa riferimento nella frase principale (es. tedesco der, die, denen....);
3. Formazione di un passato perifrastico formato dal participio passato del verbo principale e dall'ausiliare avere (es: inglese "I have said" o italiano "ho detto");
4. Uso del nominativo per esprimere il soggetto con predicati che esprimono sensazioni o stati d'animo (es: inglese "I like music" o italiano "io ho freddo" in confronto a lingue che si discostano dal modello come lo spagnolo "Me gusta la música" (musica è soggetto) o russo "мне холодно", letteralmente "a me freddo");
5. Formazione del passivo perifrastico mediante participio passato del verbo principale e ausiliare, normalmente "essere" o "diventare" (es: inglese I am known o tedesco es wurde gebaut);
6. Predominanza di verbi anticausativi nelle coppie di verbi incoativi-causativi (es: in inglese si nota che il verbo "melt", sciogliere, può avere valore transitivo o intransitivo: The snow melts vs. The flame melts the ice. Il verbo intransitivo è );
7. Uso del dativo per esprimere il possessore esterno (es: tedesco Die Mutter wusch dem Kind die Haare = La madre lava i capelli del bambino (lett. la madre lava i capelli al bambino);
8. Negazione di un'intera frase tramite un pronome o una particella negativa indefinita: (es: inglese Nobody listened);
9. Introduzione del secondo termine di comparazione tramite una particella comparativa (es: inglese bigger than an elephant);
10. Espressione del comparativo di uguaglianza tramite una struttura simile alle subordinate relative (es: francese grand comme un élephant);
11. Carattere non-prodrop, ovvero impossibilità di eliminare il pronome se questo rende il verbo ambiguo (l'esempio tipico è l'inglese che non distinguendo nel verbo le varie persone ha bisogno di un soggetto esplicito);
12. Differenziazione tra "intensifiers" e pronomi riflessivi (es: tedesco selbst vs. sich).

### Altri tratti
In aggiunta a queste caratteristiche, che sono tipiche quasi solo delle lingue SAE, Haspelmath cita alcuni altri tratti linguistici che si sono sviluppate anche al di fuori dell'area SA. Tra questi: 
1. Posizione iniziale del verbo nelle domande di tipo Sì/no (es: inglese Did you do it?);
2. Flessione degli aggettivi al grado comparativo (es: inglese big, bigger);
3. Congiunzione coordinante del tipo A e B (già il latino conosceva un -que aggiunto dopo il secondo termine al posto di una congiunzione frapposta);
4. Fusione del caso comitativo e strumentale (in russo ad esempio i due casi si sono fusi nel solo strumentale);
5. Suppletivismo nel numerale due tra le forme del cardinale e del numerale (italiano: due-secondo, inglese: two-second, svedese: tva-andra);
6. Mancanza della distinzione tra possesso alienabile (possesso di oggetti) e inalienabile (es: parti del corpo);
7. Mancanza della differenza tra prima persona plurale inclusiva ed esclusiva (molte lingue non SAE distinguono un "noi e voi" e un "noi senza di voi" con parole specifiche);
8. Perdita di produttività o assenza del meccanismo della reduplicazione (es: in indonesiano orang = persona, orang-orang = gente, popolo).
9. Contrasto Tema-Rema espresso tramite intonazione e ordine delle parole;
10. Ordine SOV;
11. Presenza di un solo gerundio distinto e preferenza per le subordinate con verbo di modo finito;
12. Presenza di specifiche costruzioni "né...né";
13. Avverbi frasali come in inglese already, still, not yet;
14. Tendenza a sostituire i vari tempi passati con il solo passato prossimo (o in altre lingue SAE con tempi simili formati dall'ausiliare avere/essere a cui segue un participio passato).

La discussione che seguì le tesi di Whorf e Haspelmath ha portato i linguisti ad evidenziare altri elementi tipici delle lingue SAE:
- Assenza dell'opposizione fonetica velare/uvulare;
- Opposizione fonetica sulla base del tratto della sonorità (/p/ vs. /b/ etc.);
- Conservazione del nesso consonantico occlusiva+sonorante ad inizio di parola.
- Presenza delle sole consonanti polmonari;
- Differenziazione dei suoni vocalici in almeno tre timbri (molto più spesso in 5 timbri: a, e, i, o, u);
- Assenza di una fricativa o affricata laterale;
- Morfologia basata essenzialmente sui suffissi;
- Tipologia moderatamente sintetico-flessiva;
- Allineamento morfosintattico tra nominativo e accusativo.